# 師管
師管（しかん）は、1873年から1945年まで、日本の陸軍が、軍政・軍の警備のために設けた地域区分である。日本の内地を分割して設けられた。軍管・軍管区の下、旅管・連隊区・大隊区の上にあたる。連隊・旅団の管轄区だった初期を除き、師団に対応する管轄区域である。徴兵制が適用されない植民地の台湾・朝鮮には長く置かれなかったが、朝鮮にだけは、1941年に内地と性格が異なる師管が置かれた。朝鮮の師管は、軍管区の下、兵事区の上にあたる。1945年4月に師管区への改編により師管は廃止された。

## 概要
師管は鎮台制時代の1873年に、軍管の下に設けられた。この時期に師団は存在せず、師管は連隊（1885年から旅団）の管轄区であった。この時代の陸軍は国内反乱への対応を重視したので、軍管・師管は反乱勃発時に部隊が出動すべき警備分担という性格が強かった。
1888年に師団制にかわると、従来の軍管が新しい師管に引き継がれ、師管は師団の管轄区になった。従来の師管は大隊区（1896年以降は連隊区）に引き継がれた。この時代に師管の作戦上の意義は薄れ、行政、特に徴兵のための区分という性格が強くなった。師団が戦争で師管の外に出たときには、臨時に留守師団が置かれて徴兵・補充など師管内の業務を引き継いだ。
徴兵制施行後の陸軍の兵卒は、自分が徴兵された区に所在する部隊に属すのが原則であった。部隊の将校は全国から転任してくるが、兵卒は地元出身者からなる。区分単位は兵科によってことなり、歩兵は連隊区単位で一つの連隊に所属させ、その他の兵科は師管単位で一つの師団に所属させた。しかし、徴兵率の地域間不均衡を作らないというもう一つの原則もあったので、人口が多い師管で徴兵された兵士を少ない師管の部隊に回して調整することもあった。植民地の朝鮮に置かれた師団には、内地の師管で徴兵された兵士が送られた。また、戦時に臨時編成された師団がもとの編成地と異なる師管を割り当てられたり、師管の境界変更があったりしたときには、年度により兵卒の出身地が異なる期間が生じた。
個々の師管には、1941年まで、第1師管に第1師団、第2師管に第2師団というように、所在地の部隊番号と同じ番号が付けられたが、最初期には地名によって東京師管、仙台師管という言い方もあった。1941年4月1日に番号をやめ、地名で呼ぶ方法に改めた。
日中戦争がはじまった1937年以降は師団の数が増え、1師管が複数師団を支えることが当たり前になった。また、国外に出る師団が多くなり、留守師団の存在が常態化した。1945年、第2次大戦の敗色が深まり、連合軍が本土に侵攻する可能性が高まると、国内の区分に作戦上の意味を持たせる必要が強まった。4月に師管に代えて設けたのが師管区で、特定の師団との結びつきを持たず、作戦部隊でない諸部隊を指揮下に入れた。この年のうちに日本は降伏し、陸軍が解体されたため、師管区もまた廃止になった。

## 鎮台制の師管（1873 - 1888）

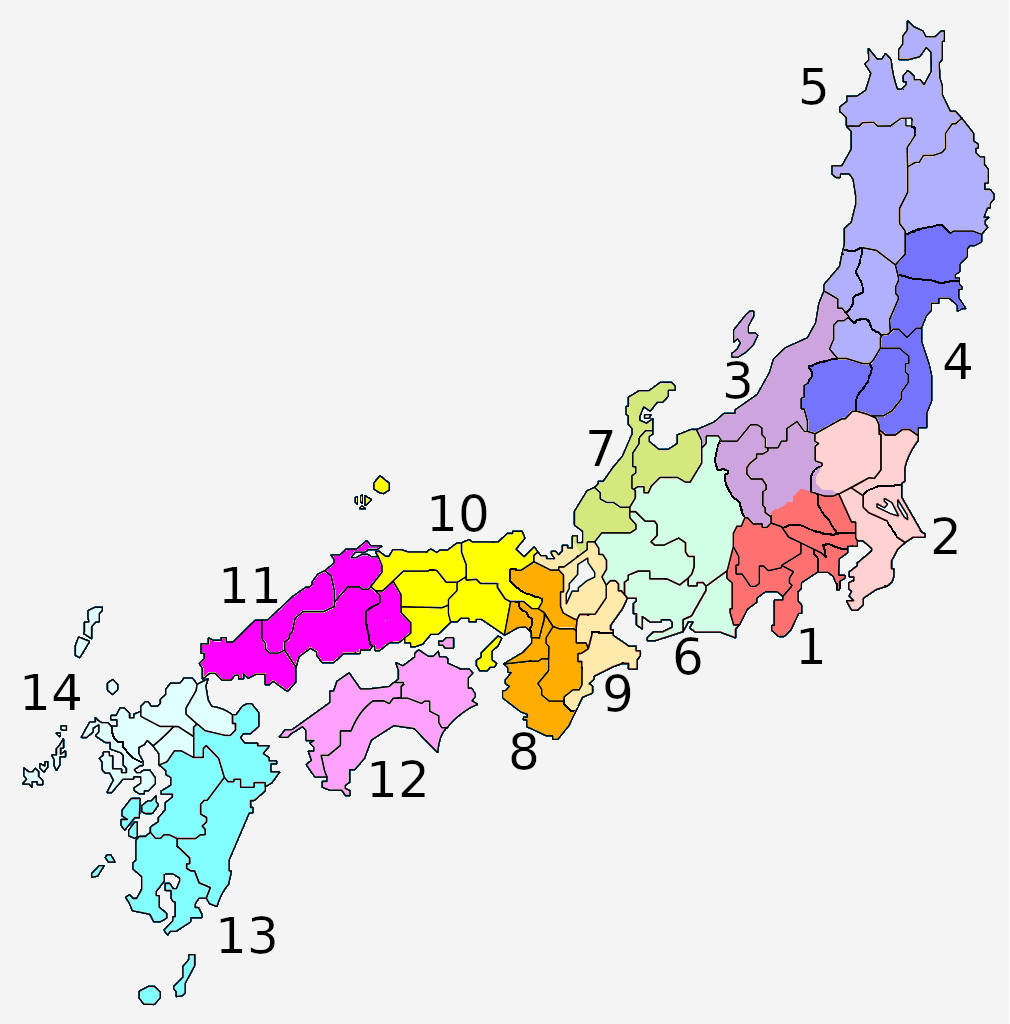
1875年の14師管。府県界は当時のもの。北海道と沖縄には師管がない。

1871年6月（明治4年4月）に設置された鎮台は、2、4、6としだいに数を増やした。管区が明確になったのは4鎮台になった同年10月（明治4年8月）だが、この時は兵力・区域ともに鎮台間の格差が大きく、全国斉一の制度とは言えなかった。
師管が設けられたのは、鎮台条例改定により6鎮台が設置された1873年（明治6年）1月である。このとき鎮台の管轄が軍管、連隊の管轄が師管と定められた。その条文によれば、戦時に一師を興すに足るをもって師管と名付けたものである（第2条）。6つの軍管のうち東京の第1軍管と大阪の第4軍管が各3師管、第2、第3、第5、第6は各2師管を持つ（第1条）。北海道には鎮台が置かれず、師管もなかったが（第5条）、屯田兵設置の計画があった。他に天皇の護衛と位置づけられた近衛も師管を持たなかった。師管には番号が付けられたが、連隊所在地の地名で東京師管、佐倉師管などとも呼ばれた（第1条、第3条）。師管ごとに歩兵1個連隊が置かれ、管内の反乱鎮圧に備えた（第7条）。師管の管内には40か所の営所が置かれ、14の本営とあわせて全国54か所に駐屯した（第4条）。
鎮台制のもとで、多くの権限は軍管（鎮台）に置かれ、師管（連隊）の権限は多くなかった。特に、鎮台の所在地が置かれた師管では、管内に行使するすべての権限は鎮台の司令部が行使したので、所在地の連隊は作戦部隊として行動するのみであった。鎮台が所在しない師管では、連隊長が司令官として師管に対する権限を持った。1877年（明治10年）1月20日に師管営所官員条例が制定されて、その権限が細かく規定された。司令官の最重要任務は管内の「草賊」、つまり国内反乱の鎮圧にあり（第1条）、不穏な情勢を偵察し（第5条）、政府中央や鎮台との連絡の猶予がない緊急時に地方官の要請で出動することができた（第6条）。
1885年（明治18年）5月の鎮台条例改正で、軍管を治める鎮台司令官が戦時に師団長となり、師管は旅団長が担任することになった（第1条）。また、1軍管に一律に2師管が置かれることになり（第1条）、3師管をもっていた東京と大阪では、東京軍管の高崎、大阪軍管の大津師管が廃された。1師管には2個歩兵連隊が属したので、6軍管・師団、12師管・旅団、24個歩兵連隊で、以前と比べて10個連隊の増である。師管すなわち旅団の番号は新たに振り直され、旧師管の番号は連隊に受け継がれた。屯田兵がいる北海道の第7軍管に師管がなく、近衛が師管を持たないのは、以前と同様である。この改正では、鎮台所在地以外にある師管の旅団長が営所司令官となり、鎮台司令官に準じて騒擾鎮圧等の任にあたることが定められた（第29条、30条）。
またこの1885年（明治18年）改正では、師団・旅団が出征したときの軍管・師管の事務について初めて規定が設けられた。鎮台司令官が征戦するときには代わりの鎮台司令官が置かれ、旅団長が征戦するときにはその次官が師管の留後の事務を代理することとされた（第6条）。
ここまで説明した鎮台制の師管は、のちの師団制で旅管へ、そして連隊区へと継承された。下に師管から連隊区への用語変遷を掲げる。
これより後に説明する師団制の師管は、鎮台制の軍管を継承したものである。
| 年          | 地区名 | 置かれる軍隊 | 司令官       |
| 1873 - 1885 | 師管   | 歩兵連隊     | 連隊長       |
| 1885 - 1888 | 師管   | 歩兵旅団     | 旅団長       |
| 1888 - 1896 | 旅管   | 歩兵旅団     | 旅団長       |
| 1896-1946   | 連隊区 | 歩兵連隊     | 連隊区司令官 |

## 師団制の師管（1888 - 1945）

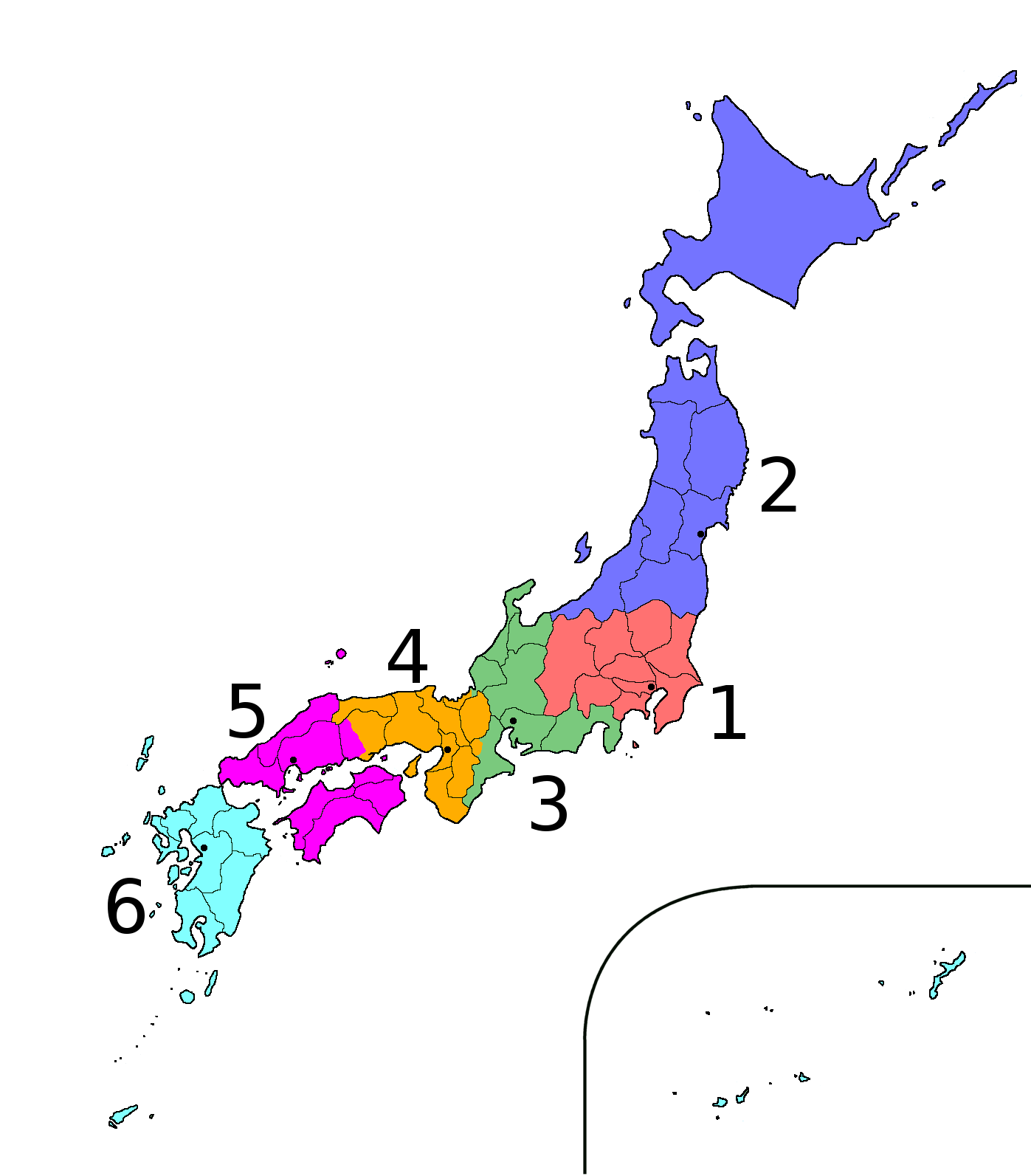
1888年の6師管

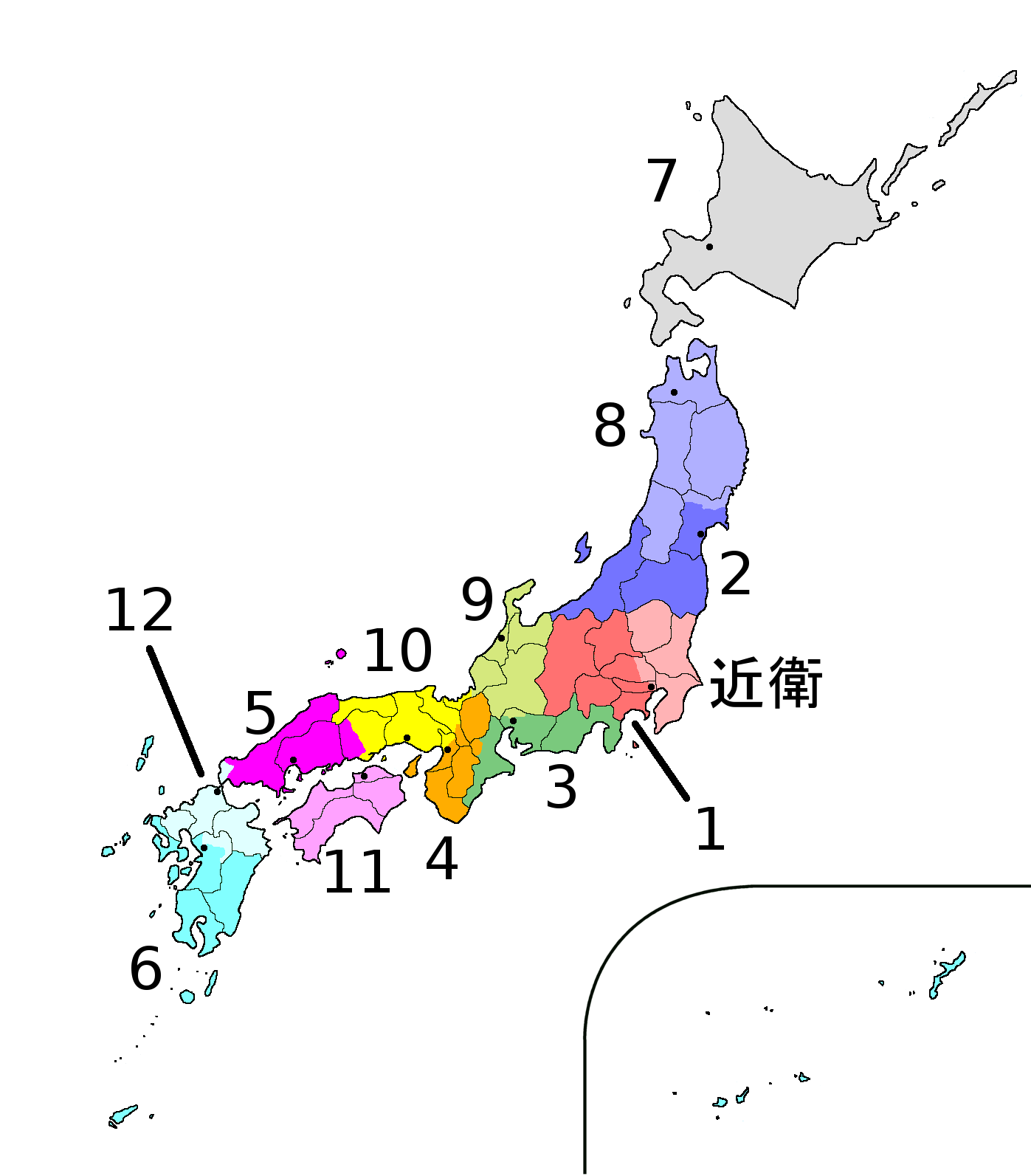
1896年の13師管

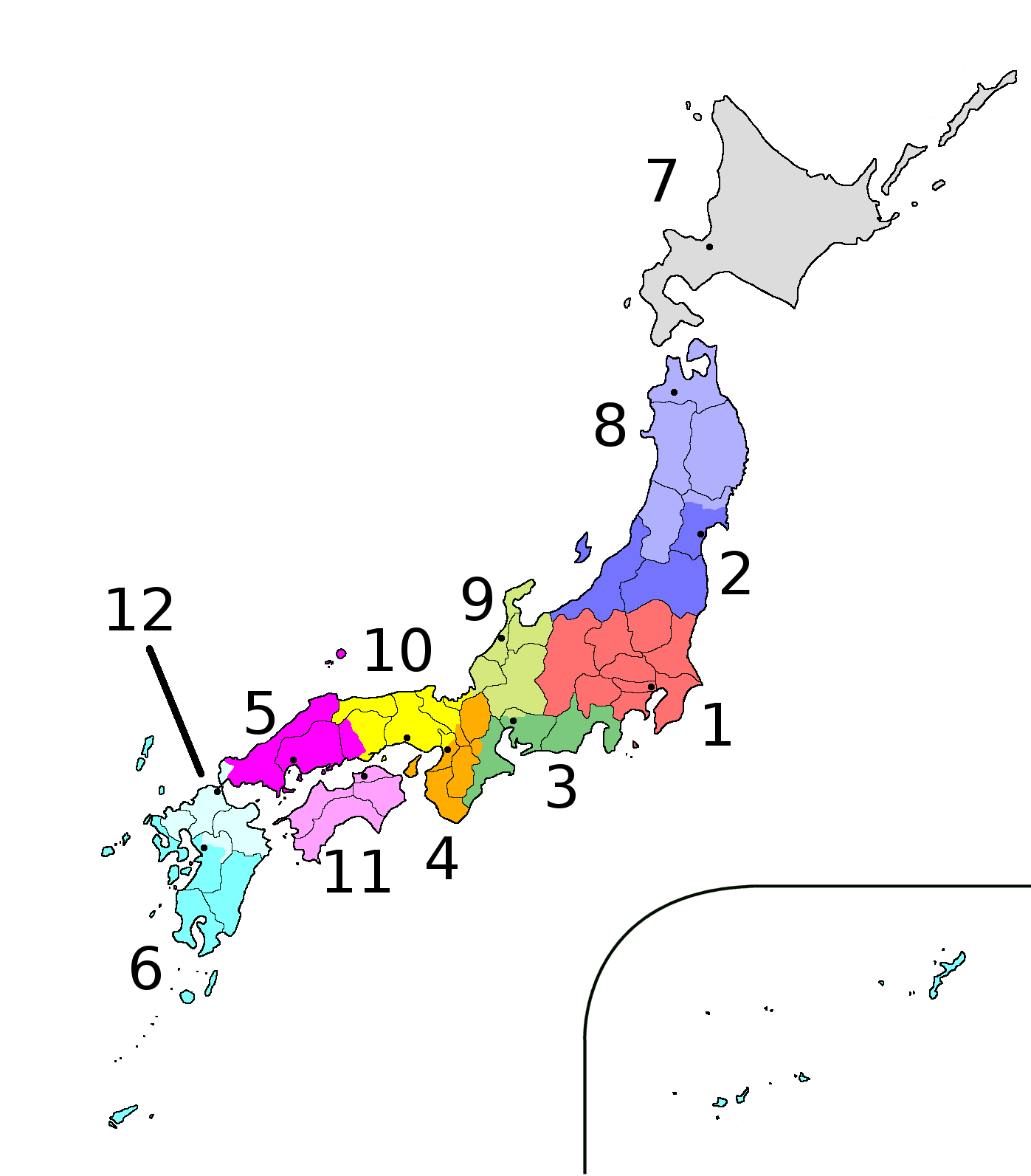
1899年の12師管

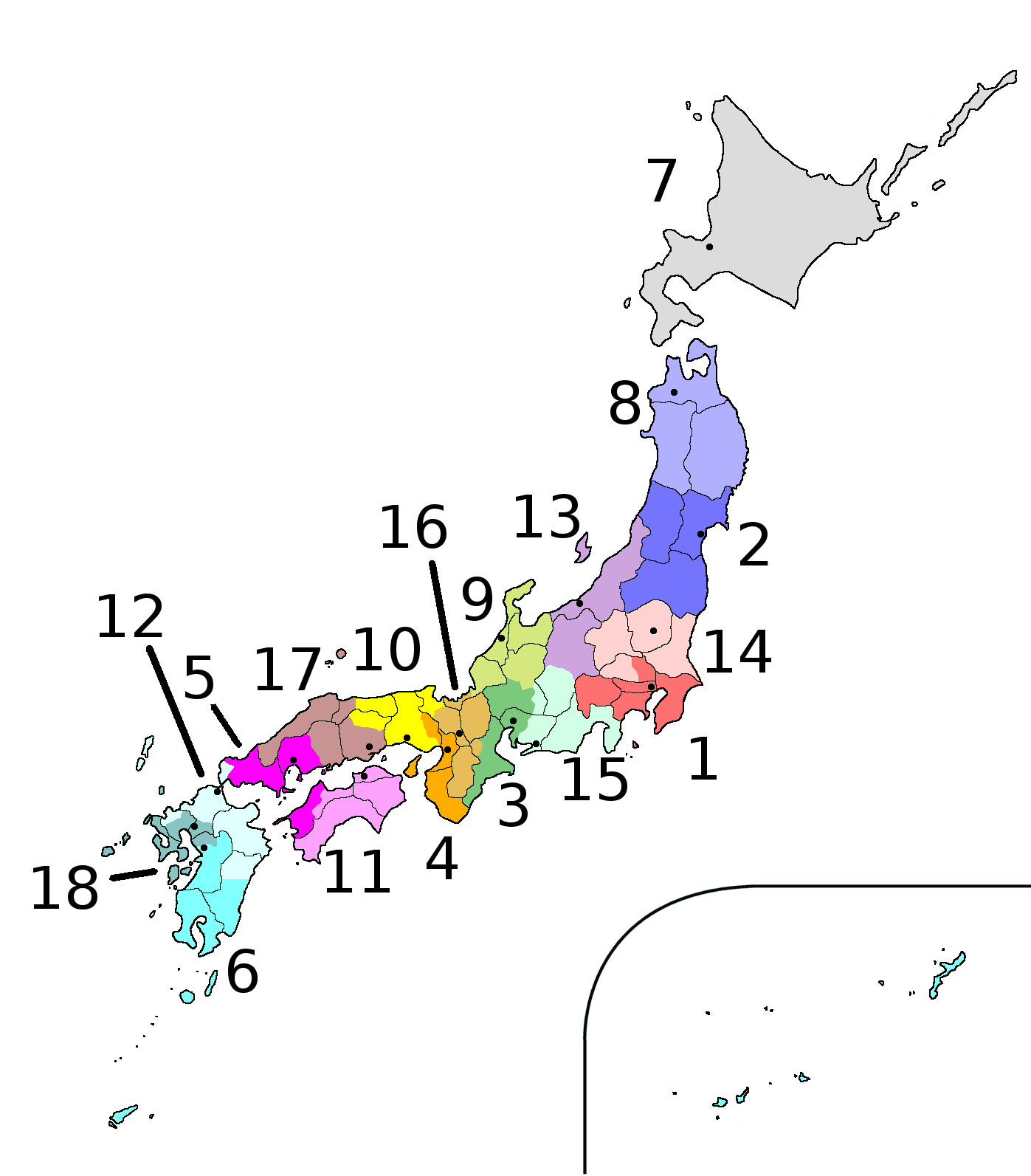
1907年の18師管

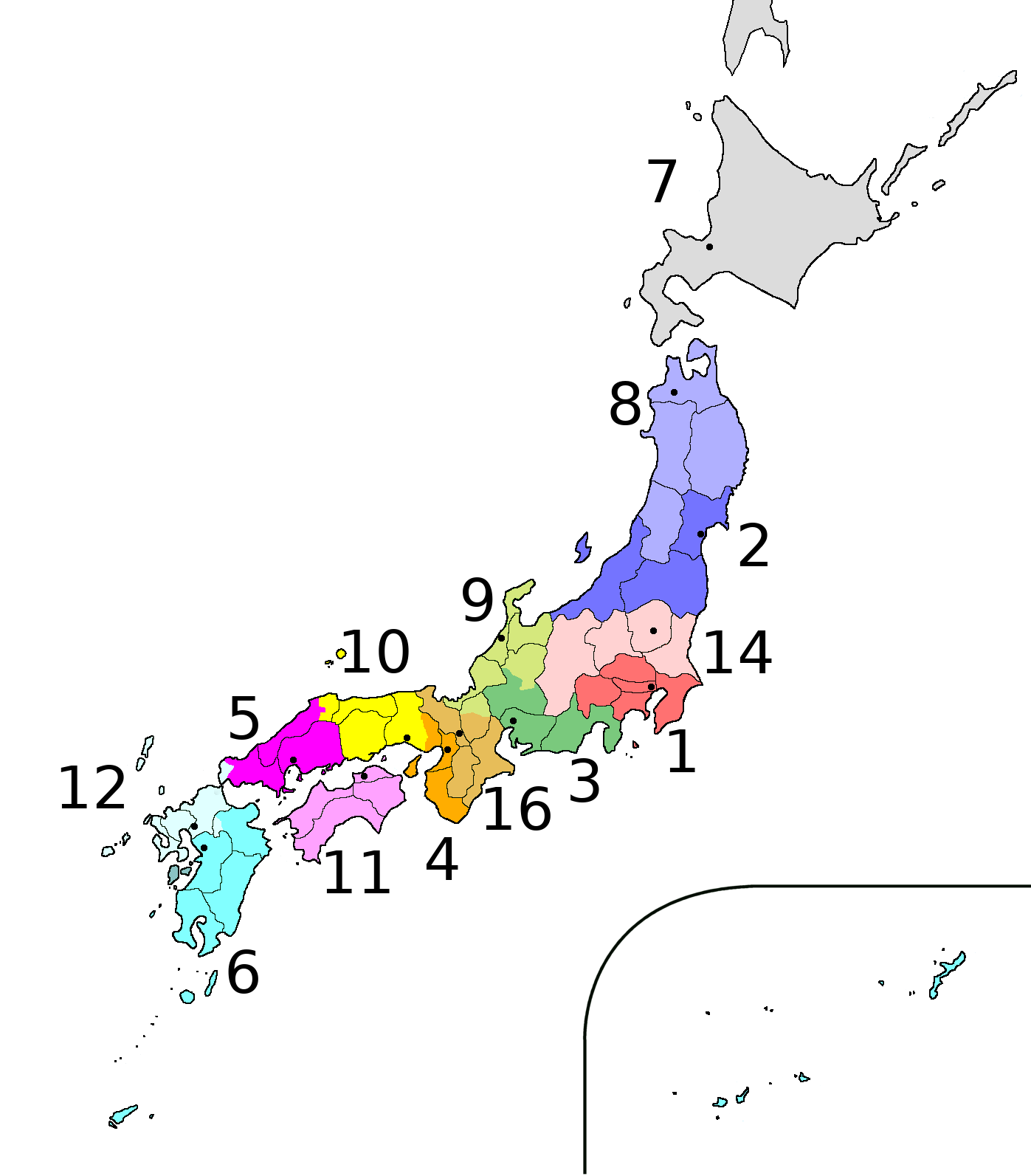
1925年の14師管

### 日清戦争までの6師管（1888 - 1894）
1888年（明治21年）5月12日、鎮台の呼称を廃止し、師団に統一することを定めた師団司令部条例が制定された。師団制のもとで師団長は、師管内にある軍隊を統率し（第1条）、出師準備と徴兵の事を統括し（第2条）、不意の侵襲や災害で緊急を要する場合には師管内の部隊を自己の判断で動かす権限を持った。このとき従来の軍管を師管に、師管を旅管に引き継がせ、師管と師団、旅管と旅団が対応するようにした。同じ日に陸軍管区表が制定され、鎮台条例の付録だった編制・管区の表が独立した法令になった。師管等の管区を陸軍管区表で定めて公表するのは、徴兵事務にあたる市町村との関係で必要なことであった。
この年の改正で全国は6つの師管に分けられ、師管の下には各2つの旅管、旅管の下には各4つの大隊区と0から2の警備隊区がおかれた。警備隊区は離島のために特別に置かれた区域である。大隊区の下に2から4の監視区が置かれたが、これは事務のための区域で対応する部隊を持たない。師管は複数の府県にまたがり、3か所を除いて府県界にそって境界を引いた。3つの例外は、三重県が第3師管（伊勢国・志摩国）と第4師管（伊賀国）に、福井県が第3師管（越前国）と第4師管（若狭国）に、岡山県が第4師管（備前国・美作国）と第5師管（備中国）に分かれた所である。北海道は、管区制定に至るまで第2師管第4旅管青森大隊区に属することとした。
1890年（明治23年）5月19日に、山口県の赤間関市（今の下関市）と豊浦郡が第5師管から九州の第6師管に移された。関門海峡の守備を統一指揮するためであろう。

### 日清戦争中に7師管（1894 - 1896）
1894年（明治27年）の日清戦争は、6個師団・師管と近衛師団ではじめ、戦争開始後に北海道で屯田兵をもとに臨時第7師団を編成した。この年10月16日に陸軍管区表が改正され、北海道に第7師管が置かれた。
第7師管設置と同日に、徳島県板野郡の鳴門要塞所属地を、第5師管から、対岸の兵庫県淡路島を管轄する第4師管に移した。これは鳴門海峡の守備を同一師団に委ねるためである。
第7師管の設置は、臨時第7師団を常設する意向の表れであったが、人口が少ない北海道で1個師団を支えるのは容易ではなかった。実際の師団設立には戦後なお数年かかり、あとは屯田兵の整理のみという段階にこぎつけたのは1900年（明治33年）のことであった。

### 日清・日露戦争間の13師管（1896 - 1899）
日清戦争の直後に、日本はロシアとの戦争に備えて陸海軍の軍備拡張を計画した。陸軍は6個師団を増設することを求め、1896年（明治29年）4月1日にその計画に従って師管を分割しなおした。
この計画では、従来の第2から第5師管にある各2旅管のうち、師団司令部の所在地を含まないほうの旅管から、新設の第8から第12師管を作る、関東地方の第1師管からは東半を割いて近衛師団のための近衛師管を割り当てる。北海道は第7師管のままである。こうして、北海道から沖縄までが、第1から第12師管と近衛師管、全部で13の師管に分けられた。戦争で獲得した台湾に師管は置かれなかった。
師管の境界は基本的に従来の師管・旅管の境界を引き継いだが、分割線では旧旅管境界から変えた箇所が2つあった。すなわち、第4師管分割の際に、新設第10師管に移されるべき淡路島を旧師管にとどめて紀淡海峡の防衛を第4師管の統一指揮に置いた。また、第6師管分割の際に、下ノ関・長崎・佐世保の3要地防衛の任が新設第12師管に集中するのを避けるため、長崎県を第6師管にとどめ、かわりに大分県を第12師管に入れた。旅管境界を引き継いだ結果として師管が府県界をまたぐ箇所も多くなった。
この改正では、旅管を廃止し、師管の直下に連隊区を置いた。連隊区は大隊区を改めたものである。連隊の所在地の変更も多かった。またこの改正から、陸軍管区表を簡略にし、司令部所在地と所属部隊を陸軍常備団隊配備表にまとめることにした。
新師管の事務は、新しい師団司令部ができるまで既存の師団長が行った。第8師管は第2師団長、第9師管は第3師団長、第10師管は第4師団長、第11師管は第5師団長、第12師管は第6師団長である。

### 日露戦争時の12師管  (1899 - 1907)
1899年（明治32年）4月1日に、近衛師管が廃止されて第1師管に合わさり、全部で12師管になった。近衛師団の歩兵・騎兵を関東東部に限らず全国の師管から徴集し、天皇を護衛する名誉を分有させることにしたのである。これにともない第1師管の連隊区は8となり（他は4）、第1師団だけでなく、近衛師団の砲兵・工兵・輜重兵や第7師団の不足分などに兵員を融通する役割を担った。
そして1903年（明治36年）には一度廃止した旅管を復活させた。連隊区司令部が徴兵事務にあたるのは変わらないが、この重大な仕事を精密厳格に執行するために、旅団長に監督させるという理由である。
1904年（明治37年）にはじまった日露戦争は、この12師管13師団ではじめ、戦争中に後備の2個師団、臨時の野戦師団4個を急造して戦地に送り出した。

### 日露戦争後の18師管（1907 - 1925）
戦後、陸軍は臨時編成の4個師団をそのまま常設とし、さらに増やして平時25個師団・戦時50個師団に拡張する計画を策定した。さすがにそれは認められなかったが、第1期軍備充実計画として19個師団への拡張が承認され、そのために師管の区割り変更が必要になった。
そこで、1907年（明治40年）09月17日の陸軍管区表改正で、6師管を作り出し、全部で18師管とした。この18師管体制は、1925年（大正14年）まで続いた。途中、1915年（大正4年）に朝鮮を所在地とする第19師団と第20師団が増設されたが、これは自らの師管を伴わなかった。新師団の兵員は、内地の師管で徴兵されて朝鮮に送られた。
もっとも、境界変更はたびたびあり、師管の境界を変えたものとしては以下がある。
1913年（大正2年）7月4日の改正で、小倉の第12師管増強のため、第5師管から山口県厚狭郡を、第18師管から長崎県壱岐郡を移管した。
1915年（大正4年）9月13日に師管・連隊区の境界変更があった。師管レベルでは、兵庫県氷上郡を第4師管から、福井県大飯郡と京都府北桑田郡・南桑田郡・船井郡を第16師管から削り、第10師管に移した。岡山県久米郡を第10師管から、愛媛県宇摩郡・新居郡・周桑郡を第11師管から削り、第17師管に移した。愛媛県上浮穴郡を第11師管から削り、第5師管に移した。熊本県阿蘇郡を第6師管から削り、第12師管に移した。。
1920年（大正9年）8月10日に師管・連隊区の境界変更があった。師管の境界変更では、山梨県足柄上郡と足柄下郡を第1師管から第15師管に移した。岡山県小豆郡を第10師管から第11師管に移し、苫田郡・勝田郡・真庭郡を第10師管から第17師管に移した。広島県双三郡を第17師管から第5師管に移した。愛媛県周桑郡を第17師管から第15師管に移し、宇摩郡と新居郡は第17師管から第11師管に移した。福岡県朝倉郡を第12師管から第18師管に移した。また、宮崎県児湯郡を第6師管から第12師管に移した。
1924年（大正13年）5月5日に旅管がふたたび廃止された。
同年8月1日には、樺太（南樺太）が第7師管旭川連隊区に属すと決められた。樺太は日露戦争の結果ロシアから獲得した領土だが、このときまでどの管区にも入っていなかったのである。

### 宇垣軍縮から日中戦争までの14師管 (1925 - 1940)
第1次世界大戦後の世界的な軍縮傾向の中で日本陸軍も軍備整理を進めたが、その第1次（1922年の山梨軍縮）と第2次（1923年）では師管・師団に変更はなかった。1925年（大正14年）の第3次軍備整理、すなわち宇垣軍縮で、内地の4個師団・8個旅団・16個連隊が廃止になり、4月6日に師管の区割り変更が行われた。廃止されたのは第13師団・第15師団・第17師団・第18師団である。廃止された連隊はこれら4師団の所属とは限らず、歴史の長い連隊を残す配慮がとられた。この改正で17個師団・14師管となった。師管を持たないのは朝鮮の第19、第20と東京の近衛師団で変わらない。
| 地方     | 1888年 | 1896年新設       | 1907年新設 ✕は1925年廃止 |
| -------- | ------ | ---------------- | ------------------------ |
| 北海道   |        | 第7（94年新設）  |                          |
| 東北     | 第2    | 第8              |                          |
| 関東     | 第1    | 近衛（99年廃止） | 第14                     |
| 中部     | 第3    | 第9              | ✕第13・✕第15             |
| 近畿     | 第4    | 第10             | 第16                     |
| 中国四国 | 第5    | 第11             | ✕第17                    |
| 九州     | 第6    | 第12             | ✕第18                    |

1930年（昭和5年）に、宇垣一成陸軍大臣はさらなる師団削減を含めた軍備整理を検討したが、翌年の満州事変により事態が一変した。陸軍は軍拡に転じ、航空・戦車部隊、独立歩兵団などの部隊を次々に新設した。師団の増加も計画したが、実現は後回しになった。
1937年（昭和12年）に日中戦争が始まってから1940年（昭和15年）までに、陸軍は多数の師団を増設したが、師管には手を付けなかった。新設師団は自らの師管を持たず、旧来の師管で徴集された兵員で編成された。師団と師管が1対1対応していた時代には、地域の徴兵率を均等にするために時々区割りを変更する必要があったが、1師管から複数の師団・部隊の兵員が徴集されるようになると、「外」に回す人数を加減して調整できるようになったのである。
1939年（昭和14年）8月2日に朝鮮にある第19師団と第20師団に管区が定められた。師団管区という。師団管区の下には、連隊区に相当する兵事区があり、徴兵はしないが志願兵の受付など地区内の軍関連行政を担った。

## 軍管区の下の師管・師管区 (1940 - 1945)

### 軍管区の下の14、16、14師管 (1940-41、41-43, 43-45)
1940年（昭和15年）7月10日に、陸軍は師管の上に軍管区を置き、軍司令官・軍司令部に軍管区の動員、防衛を掌らせるために、軍司令部令を制定し、8月1日に施行した。これ以前の師団長は天皇に直隷する地位にあり、戦時に必要に応じて上級司令部の指揮下に入るという立場にあったが、軍司令部令により、天皇直隷をやめ、軍司令部に隷する立場になった。
同時に第1師管、第2師管などの番号をやめ、東京師管、仙台師管など所在地の地名から名付けることにした。師管境界は旧来のままである。
1941年（昭和16年）11月1日に、連隊区を府県に一致させる境界変更を行った。師管境界もそれにともなって整理され、1師管は3から5連隊区を抱えることになった。
またこのときの改正では、朝鮮にあった師団管区を師管と改称し、羅南師管と京城師管を置いた。下に兵事区を置くのは変わりない。両師管は2年後の1943年（昭和18年）6月26日に廃止された。

### 19、17師管区への改編 (1945)
1945年（昭和20年）になると、太平洋戦争での敗色が濃くなり、本土決戦の準備が進められた。軍管区と方面軍の作戦地域を一致させ、作戦部隊の指揮を方面軍、その他部隊の指揮を軍管区、と役割分担させることにした。これにともない内地と朝鮮・台湾の軍司令官・軍司令部は2月11日から軍管区司令部・軍管区司令官となった。
続いて4月1日に、師団（留守師団）が師管を管轄する方式を改め、師団と名目上も結びつきを持たない師管区司令部を新たに設置した。従来の師管は師管区と改称した。内地では、従来の留守師団の司令部を師管区司令部に、司令部と補充隊からなる留守師団を師管区部隊に転換した。朝鮮では、留守師団を新設師団に転換し、司令部と師管区部隊は新たに編成した。
方面軍・軍管区の地域を一致させるために、軍管区の区割りが変更になり、師管レベルでは姫路師管を廃止して長野師管を置いた。また、朝鮮に師管（師管区）が5つ置かれた。
19師管区は、6月20日に中部軍管区に属していた広島師管区と善通寺師管区を廃止してそれぞれ中国軍管区と四国軍管区に変更したことで、名目上17に減った。両軍管区の下に師管区はなく、実質的に1師管区のみの軍管区である。この状態で、8月15日の敗戦を迎えた。
師管区の形式的な廃止は、第一復員省が不要になった軍令を一括廃止した1946年3月31日である。

### 地名師管の一覧
地名師管とその前身となった師管・師団管区を示す。改廃があるため、ある一時点にこれらが全部そろっていたわけではない。
- 旭川師管 ← 第7師管
- 弘前師管 ← 第8師管
- 仙台師管 ← 第2師管
- 宇都宮師管 ← 第14師管
- 東京師管 ← 第1師管
- 長野師管
- 名古屋師管 ← 第3師管
- 金沢師管 ← 第9師管
- 京都師管 ← 第16師管
- 大阪師管 ← 第4師管
- 姫路師管 ← 第10師管
- 広島師管 ← 第5師管
- 善通寺師管 ← 第11師管
- 久留米師管 ← 第12師管
- 熊本師管 ← 第6師管
- 羅南師管 ← 羅南師団管区 ← 第19師団管区
- 京城師管 ← 京城師団管区 ← 第20師団管区
- 平壌師管
- 光州師管
- 大邱師管